# Orlando di Lasso
Orlando di Lasso, Orlandus Lassus eller Roland de Lassus (født 1532 i Mons i Hainault (i det nuværende Belgien), død 14. juni 1594 i München) var en flamsk komponist. Fra 1556 til sin død var han ansat ved hoffet i München. Fra 1563 som kapelmester.
Lasso var en af musikhistoriens mest produktive komponister og skrev i alle tidens genrer. Ved siden af Palestrina regnes han for tidens største komponist. Palestrina er klassisk afklaret, medens Lasso er temperamentsfuld med et meget stort udtryksregister.

## Liv og karriere

### Uddannelse og de første år i Italien
Det vides kun lidt om hans barndom. Det hævdes, at han skal have være blevet kidnappet tre gange som følge af sin smukke sangstemme. Han forlod Nederlandene, da han var tolv år sammen med Ferrante Gonzaga og rejste til Mantova, Sicilien og senere til Milano (i årene 1547 til 1549). Mens han var i Milano, blev han kendt med madrigalisten Hoste da Reggio, hvilket skulle være med til at påvirke hans tidligere musikalske stil.
Han arbejdede derefter tidligt i 1550'erne som sanger og komponist for Costantino Castrioto i Napoli, og det er antaget, at hans første kompositioner stammer fra denne tid. Han flyttede derefter til Rom, hvor han arbejdede for storhertugen af Toscana Cosimo I de' Medici, som opretholdt en større husholdning i byen, og i 1553 var han maestro di cappella i Basilica di San Giovanni in Laterano, som var og er Roms domkirke, hvilket gjorde stillingen til en yderst prestigefyldt post for en mand, som kun var 21 år gammel. Han havde imidlertid stillingen i blot et år, og yderligere et år efter hans afgang overtog Palestrina stillingen.

### Ophold i Antwerpen, England og München
Det er ikke kendt hvad, han lavede året efter, at han forlod stillingen i Laterankirken, men det er hævdet, at han rejste rundt i Frankrig og England. I 1555 vendte han tilbage til Nederlandene og fik sine tidlige arbejder publicerede i Antwerpen i årene 1555 og 1556. I 1556 sluttede han sig til hoffet hos hertug Albert 5. af Bayern, idet denne tilstræbte at etablere et musikalsk miljø på linje med hofferne i Italien. Lasso var en af flere fra Nederlandene ved hoffet, og den meste kendte af dem. Han etablerede sig i München og giftede sig 1558 med Regina Wäckinger, datter af en af hertugindens hofdamer, og de fik to sønner, som begge blev komponister. I 1563 blev Lasso udnævnt til maestro di cappella. Lasso forblev i tjeneste hos Albert 5. og hans søn Vilhelm 5. resten af livet.

### International berømmelse
I 1560'erne var Lasso blevet ganske kendt og berømt, hvorfor flere komponister kom til München for at studere hos ham. Andrea Gabrieli kom i 1562 og blev der sandsynligvis i et år, Giovanni Gabrieli studerede sandsynligvis hos ham i 1570'erne. Kendskabet til ham spredte sig uden for musikmiljøet, da han i 1570 blev adlet af kejser Maximilian 2., hvilket var yderst sjældent for en komponist, og ligeledes blev han adlet af pave Gregor 13., og både i 1571 og i 1573 blev han inviteret til den franske konge Karl 9.. Nogle af disse invitationer var forsøg på at få ham til at flytte fra München til bedre tilbud, men Lasso må åbenbart have været mere interesseret i ro og stabilitet i livet og de gode muligheden, han havde ved hoffet i München, frem for bedre økonomiske betingelser. "Jeg ønsker ikke at forlade mit hus, min have og de andre gode ting i München" skrev han til hertugen af kurfyrstendømmet Sachsen i 1580, efter at være blevet tilbudt en stilling i Dresden.
I slutningen af 1570-erne og i 1580'erne besøgte Lasso Italien flere gange, hvor han mødte nye og mere moderne musikalske stilarter. I Ferrara, som var centrum for ny musik, har han utvivlsomt hørt madrigaler komponeret for hoffet i d'Este, mens han eget musikalske udtryk forblev imidlertid konservativt og blev enklere og mere raffineret efterhånden, som han blev ældre. I 1590'erne begyndte helbredet at blive dårligere, men han var fortsat i stand til at komponere og nogen rejsevirksomhed. Hans sidste arbejde er ofte blevet anset som et af hans bedste stykker, et sæt på 21 madrigale spirituale kendt som Lagrime di San Pietro ("St. Peters tårer"), som han dedikerede til pave Clemens 8. og som blev udgivet i 1595, efter hans død.
Lasso døde i München 14. juni 1594, samme dag som hans arbejdsgiver skulle have opsagt ham af økonomiske grunde, men Lasso så aldrig brevet.

## Værker
I alt skrev Orlando di Lasso omkring 2.000 værker, mange kom i flere genoptryk.
Han skrev til dels i den såkaldte musica reservata, det vil sige værker, som var skrevet til en enkelt person. Som Musica palese a tutti ("musik for alle") fik villanellas, chansons og andre en stor udbredelse.

### Verdslige værker
- Villanellas
- Madrigaler
- 140 franske chansons
- over 90 tyske sange ("deutsche Dapfrigkeit")

I forordet til samlingen med tyske sange nævner Lasso sine verdslige værker: han skal have komponeret italienske madrigaler, franske, tyske og nederlandske sange, men ingen af de nederlandske sange er overleverede.

### Kirkemusik
- Motetter
- 70 messer (mange parodimesser)
- 102 magnificat-satser
- 23 Maria-antifonaré
- 4 passioner
- litani
- Psalmi poenitentialis
- Musik til liturgien i den stille uge, blandt andet Lamentationes Ieremiae (1584/5)
- Lagrime di San Pietro (1594)
- Prophetiae Sibyllarum (musica reservata for hertugen)